# Svéd death metal
A svéd death metal egy Svédországban kialakult death metal zenei színtér. Sok svéd death metal zenekar a melodikus death metal mozgalomhoz kötődik, így a svéd death metal hangzása eltér a death metal más változataitól. Az amerikai death metal együttesekkel ellentétben az első svéd zenekarok a hardcore punkban gyökereztek. Göteborgban nagy a melodikus death metal színtér, míg Stockholm a nyersebb death metal színtérről ismert.

## Történet

### Előzmények
A svéd death metal színtér legkorábbi kezdeményezőire inkább a punk rock, különösen a D-beat és a hardcore punk volt hatással, mint a metal zenekarok. A legnagyobb hatással ezek közül a zenekarok közül a göteborgi Anti Cimex volt a bimbózó svéd extrém metal színtérre. Olyan svéd punk zenekarok hatására, mint az Asocial, a Mob 47 és az Anti Cimex, alakult ki az ország első extrém metal zenekara, a Bathory. Ezt követően a black metal színtér elsődleges hatásává válva a Bathory a svéd extrém metal egyik meghatározó csapata volt. A Mefisto, az Obscurity és a Merciless voltak a legkorábbi bandák, akik a Bathory nyomdokaiba léptek, és hangzásukat olyan német csapatok hatásaival kombinálták, mint a Sodom és a Destruction. Bár a Mefisto és az Obscurity csak két demót adott ki, és ritkán léptek fel élőben, a Merciless kiemelkedővé vált az extrém metal undergroundban. Élő fellépéseik hírhedté váltak Fredrik Karlén basszusgitáros vakmerő viselkedéséről, beleértve az épületekre mászást és az erkélyekről való leugrást. Továbbá a zenekar 1988-as Realm of the Dark című demójának köszönhetően a Bathory után ők lettek az első svéd extrém metal zenekar, akiket lemezkiadóval szerződtettek, ez esetben Euronymous Deathlike Silence Productions nevű kiadójával, akik kiadták a Merciless 1990-es debütáló albumát, The Awakening néven.

### Eredet
A stockholmi Morbid és a Nihilist volt a két legkorábbi svéd death metal banda, akik mindketten 1987 és 1988 körül kezdtek el zenét felvenni a Sunlight stúdióban. A jellegzetes „buzzsaw” gitárhangzást, amely a későbbiekben a színtér emblematikájává vált, a Nihilist gitárosa, Leffe Cuzner vezette be már korán. Ezt úgy hozták létre, hogy detuningolt elektromos gitárokat használtak (általában Cisz standard vagy annál alacsonyabb hangolásúkat), egy maxon lévő Boss HM-2 Heavy Metal pedállal, néha egyetlen gitárral kombinálva egy Boss DS-1 Distortion pedálon keresztül.  Ahogy ezek a csoportok helyi szinten figyelmet kaptak, a következő években további csoportok csatlakoztak a szcénához, köztük a Carnage, a Dismember és a Treblinka. Ebben az időben a stockholmi szcéna sok tagja a stockholmi metróállomásokon kezdett gyülekezni, ahol zenét hallgattak és buliztak. Ez a csoport Bajsligan-nak nevezte el magát, ami azt jelenti, hogy „ürülék hadserege” vagy „a Szar Liga”. A városon kívül megalakult a visby-i Grave, akik hamarosan elkezdtek társulni a stockholmi szcéna tagjaival.1989-re a zenekarok ezen első hulláma kezdett lezárulni: az olyan újabb csapatok, mint a Carbonized és az Afflicted Convulsion kezdtek előtérbe kerülni a szcénában, a Nihilist, a Morbid és a Carnage tagjai pedig hamarosan feloszlottak, megalapították az Entombed-ot és az Unleashed-et, valamint újraformálták a Dismember-t.
Az Entombed 1990-ben adta ki a Left Hand Path című debütáló albumát, amely nem csak a svéd death metal legjelentősebb előadójává tette őket, hanem számtalan zenekarra volt hatással mind hazai, mind nemzetközi szinten. Ugyanebben az évben jelent meg a Carnage Dark Recollections és a Tiamat Sumerian Cry című két másik albuma is, amelyek a svéd death metal második hullámának kezdetét jelentették. A négy csapat, akik végül a korszak legjelentősebb zenekaraivá szilárdultak, az Entombed, Grave, Dismember és Unleashed voltak.

### Göteborgi színtér
Az első death metal zenekar, amely Göteborgban alakult, a Grotesque volt, amely 1988-ban alakult, és a korai death metal és black metal hatásait egyaránt érezték. 1990-ben a Grotesque feloszlása után a zenekar énekese, Tomas Lindberg és gitárosa, Alf Svensson megalakította az At the Gates-t Jonas és Anders Björler testvérekkel. Az At the Gates melankolikus és dallamos death metal felfogása azonnal nagy hatással volt göteborgi társaikra, az Eucharist és a Ceremonial Oath hamar átvették a hasonló stílust. A Dissection és az In Flames szintén e hangzás korai képviselői voltak, ráadásul a black metal, illetve a népzene elemeit is beépítették. 1993-ra a Dark Tranquillity is elkezdte beépíteni az At the Gates által befolyásolt dallamosabb elemeket. 1996-ban az At the Gates feloszlása után a kritikusok ezt a stílust „göteborgi hangzásnak” nevezték el, az At the Gates, Dark Tranquility és In Flames pedig a „göteborgi nagy hármasnak”, akiket a dallamos death metal úttörőinek tartanak.

### Későbbi fejlődés
A Cemetary megalakult Boråsban 1989-ben. A zenekar 1992-es debütáló albuma, az An Evil Shade of Grey billentyűs hangszereket, valamint gothic metal és doom metal elemeket épített be death metal alapjaiba. A Cemetary hatására a városban megalakultak más, a műfaj hasonló felfogását követő együttesek, nevezetesen a Lake of Tears és a Beseech.
A svéd death metal színtérről olyan együttesek kerültek ki, mint a Scar Symmetry, Hypocrisy, Tiamat, Arch Enemy, Soilwork, Meshuggah, Amon Amarth, Edge of Sanity, Opeth, Desultory, Cemetary, Avatar és The Haunted.
Az „old school” svéd stílusban játszó újabb zenekarok közé tartozik a Bloodbath és a Repugnant. Az AllMusic Stewart Masonja szerint a svéd death metal „egyre dallamosabb” stílusa a black metal post-hardcore agresszióját és gutturális énekét ötvözi dallamos és technikailag profi gitárvonalakkal.

## Befolyás
A svédországi death metal színtér számos Svédországon kívüli zenekarra és műfajra is hatással volt. Stewart Mason megjegyezte ezt a népszerűséget az Egyesült Államokban, és a „Swedecore” kifejezést használta a skandináv stílusú metál leírására, ahogyan azt nem északi zenekarok játsszák. A stockholmi hangzásról ismert, hogy nagy hatással volt rá az első Entombed album és olyan zenekarok, mint az Autopsy, a Death és a Repulsion. A stockholmi hangzásnak kevesebb fogadtatása van, de szigorúan követik az olyan bandák, mint a Trap Them és a Rotten Sound. A melodikus death metal viszont jelentős hatással volt a 2000-es évek melodikus metalcore hangzására.

## Lásd még
- A svéd death metal bandák listája
- Korai norvég black metal színtér

### Lábjegyzetek
1. ↑  Ekeroth, Daniel. Swedish Death Metal. Bazillion Points, 18. o. (2008). ISBN 978-0-9796163-1-0 „As in the case of Napalm Death, extreme metal often evolved from extreme punk rather than heavy metal. This is particularly true for the early Swedish death metal scene, which didn't really develop from any tradition of Swedish metal at all... Nobody remotely sensible can deny that the punk movement is where music originally started to get really fast and aggressive. Bands like Discharge and Black Flag were the most violent acts in the world in the late 70's and early 80's. When metal music started to get more brutal, it took aggression and speed from punk-from Motörhead via Venom and Slayer to Morbid Angel. Of course, the same development was happening in Sweden.”
2. ↑  Hoare, p. 29.
3. ↑  Ekeroth, Daniel. Swedish Death Metal. Bazillion Points, 19. o. (2008). ISBN 978-0-9796163-1-0 „Perhaps the most important new brutal hardcore band was Anti Cimex from Gothenburg, formed in 1981.”
4. ↑   Choosing death: the improbable history of death metal & grindcore, Revised and expanded death-luxe, New York: Bazillion Points Books, 23–27. o. (2016. május 13.). ISBN 1935950169 „Near the end of 1983, a young punk shaped the extreme ideas of crust into metallic form. He was Tomas Forsberg, better known as Quorthon of the band Bathory... The most extreme music Sweden produced-crust punk bands like Asocial, Anti Cimex, and Mob 47-were completely unknown to most people, even to fans of extreme music. Out of this environment of nothingness, the mighty Bathory emerged.”
5. ↑  Ekeroth, p. 27.
6. ↑  Ekeroth, Daniel. Swedish Death Metal. Bazillion Points, 67. o. (2008). ISBN 978-0-9796163-1-0 „Up to this point, no Swedish band had really followed in Bathory's footsteps. The pioneers Obscurity and Mefisto faded after just a couple of demos. The first to break the ice were the soon-to-be classic Merciless, from the small and idyllic town of Strängnäs, sixty-five miles west of Stockholm.
Merciless was formed in 1986 by the very young metalheads Fredrik Karlén on bass, Stefan "Stipen” Karlsson on drums, and Erik Wallin on guitar. Fredrik had previously been in a punk band, while Stipen and Erik used to play heavy metal... Unlike Obscurity and Mefisto, Merciless also started to play live gigs very early in their career-probably one of the primary reasons why Merciless eventually succeeded where Obscurity and Mefisto had failed.”
7. ↑  Ekeroth, Daniel. Swedish Death Metal. Bazillion Points, 68. o. (2008). ISBN 978-0-9796163-1-0 „Realm of the Dark also caused quite a stir in the local metal underground. Everybody had the demo, and everybody loved it. I remember it being played endlessly at parties. The demo attracted the notorious Øystein "Euronymous" Aarseth, who soon signed them to his Deathlike Silence Productions label... So Merciless was the first really extreme Swedish metal band to get a recording deal after Bathory. They started to play numerous live gigs during this time, and were soon recognized as the leading Swedish underground metal force. They became probably as well known for their outrageous metal lifestyle as for their music. Fredrik Karlén, especially, had a wide reputation of being the madman of Swedish metal. His regular behavior included jumping between balconies, and climbing up on roofs during parties.”
8. ↑   Choosing death: the improbable history of death metal & grindcore, Revised and expanded death-luxe, New York: Bazillion Points Books, 74. o. (2016. május 13.). ISBN 1935950169 „"I worked with some speed metal and stuff like that, but I think the death metal started for real in '87 and '88," recalls Skogsberg who founded the studio as  a means to record his own punk rock bands in the mid-‘80s. "The first band I did was Morbid, who were another Swedish band, but then it was Nihilist."”
9. ↑   Choosing death: the improbable history of death metal & grindcore, Revised and expanded death-luxe, New York: Bazillion Points Books, 77. o. (2016. május 13.). ISBN 1935950169 „"It was our guitarist, Leffe, who actually came up with that sound from the Boss Heavy Metal pedal," offers Andersson. "You have the midrange on full. I think you have everything on full. He bought the pedal and just cranked it. He’s the one to blame".”
10. ↑  Ekeroth, chapter 3, "The Birth of Swedish Death Metal", pp. 54–86.
11. ↑   Choosing death: the improbable history of death metal & grindcore, Revised and expanded death-luxe, New York: Bazillion Points Books, 77. o. (2016. május 13.). ISBN 1935950169 „Nihilist had inspired numerous Swedish youth to form new high-velocity, brutally heavy metal acts throughout the country. The earliest of these was fellow Stockholm band Carnage, which was founded by guitarist Michael Amott in early 1988.”
12. ↑  Ekeroth, Daniel. Swedish Death Metal. Bazillion Points, 82. o. (2008). ISBN 978-0-9796163-1-0 „One of the most important bands of the earliest phase of the scene was Dismember, formed in April 1988 by Fred Estby on drums, David Blomqvist on guitar, and Robert Sennebäck on vocals. Fred was actually a guitarist, but when he couldn't find a drummer he got an old drum kit from his friend Nicke Andersson and taught himself to play drums.
 Nicke initially had a great impact on Dismember-he also came up with the band name and designed their logo. His original idea was to call the band Dismemberizer, but he ran out of space while drawing the logo and so cut the name to Dismember.”
13. ↑   Choosing death: the improbable history of death metal & grindcore, Revised and expanded death-luxe, New York: Bazillion Points Books, 108. o. (2016. május 13.). ISBN 1935950169 „The scene seemed like an alternate universe to another another extreme metal act in the small suburb called Taby, just north of Stockholm. In early 1988, frontman Johan Edlund got the group off to a regrettable start, initially naming the band Treblinka after the Nazi concentration camp in Poland where approximately 870,000 Jews were murdered during World War II.”
14. ↑  Ekeroth, Daniel. Swedish Death Metal. Bazillion Points, 82. o. (2008). ISBN 978-0-9796163-1-0 „At the time, the scene was very limited, and consisted of a few people who hung out together regularly. They formed a kind of underground society, called Bajsligan— "The Shit League," or "Army of Excrement." Under this moniker, they partied endlessly and raised some good hell. Since all were teens, they usually had to hang around town while partying. None had their own apartment or could get into the pubs. In particular, subway stations became the scene of countless drinking and headbanging excesses in front of startled travelers.”
15. ↑   Choosing death: the improbable history of death metal & grindcore, Revised and expanded death-luxe, New York: Bazillion Points Books, 79. o. (2016. május 13.). ISBN 1935950169 „In the beginning we hardly knew about anything beyond the underground scene in Gotland," says Sandström. "But later on we discovered a record store in Stockholm called Heavy Sounds, and they sold demo tapes. If you were in a band you could leave your tapes with them and they sold them for you. So we decided to make five copies of the Corpse demo, and ten of the first Grave demo and handed them over. So I think Nicke and Uffe from Nihilist bought a copy each. Then we ran into them at a gig somewhere and we bought their demos, and then they introduced us to the underground scene by sending us shitloads of tapes with bands we never had heard of.”
16. ↑  Ekeroth, Daniel. Swedish Death Metal. Bazillion Points, 108–109. o. (2008). ISBN 978-0-9796163-1-0 „[Anders Schultz:] When I myself joined in somewhere in 1988/1989, the tag Bajsligan had already started to be used. By this point, the guys from Nihilist and Dismember were hardly the inner core anymore. Instead it was people from Carbonized, Crematory, and Afflicted Convulsion who raised the most hell.”
17. ↑  11 Death Metal Bands That Came Before The Famous Ones. (Hozzáférés: 2023. május 26.)
18. ↑  Ekeroth, Daniel. Swedish Death Metal. Bazillion Points, 158. o. (2008). ISBN 978-0-9796163-1-0 „Entombed became the undisputed leaders of Swedish death metal. Loads of bands started to imitate them, while others turned against their style to distinguish themselves, probably due largely to envy. What Altars of Madness had been for international death metal, Left Hand Path was for Sweden. "When Entombed got a recording deal, and their debut went so well, it ignited the whole Swedish scene. But it also created some envy. Personally I was a bit envious, even though I would never have admitted it back then." [says Christofer Johnsson]”
19. ↑  Ekeroth, Daniel. Swedish Death Metal. Bazillion Points, 160–161. o. (2008). ISBN 978-0-9796163-1-0
20. ↑  11 Death Metal Bands That Came Before The Famous Ones. (Hozzáférés: 2023. május 26.)
21. ↑  Ekeroth, Daniel. Swedish Death Metal. Bazillion Points, 89. o. (2008). ISBN 978-0-9796163-1-0 „In addition to Grave, there was one band outside of Stockholm that actually produced true death metal in 1988—the amazing Grotesque from Gothenburg. The origin of Grotesque can be found in Conquest, formed by guitarist Kristian Wåhlin in 1986.”
22. ↑  Ekeroth, Daniel. Swedish Death Metal. Bazillion Points, 222. o. (2008). ISBN 978-0-9796163-1-0 „Towards the end of Grotesque's career, Lindberg also played in the band Infestation with the twins Anders and Jonas Björler. Yet Infestation's 1990 demo When Sanity Ends never really got any attention. When Grotesque folded, Lindberg and the Björler brothers teamed up with Grotesque's guitarist Alf Svensson to form At the Gates. The melodic and melancholic death metal of At the Gates would inspire the whole Gothenburg region. With this new band, Gothenburg metal musicians had started a distinguished style of their own. Many would follow in the footsteps of At the Gates.
 Another Gothenburg band that started already back in 1989 was Eucharist, who promptly employing the ideas of At the Gates and released their own acclaimed debut demo tape in 1992... Another band in the new melodic style was the heavy metal band Desecrator, renamed Ceremonial Oath as they started to get into brutal stuff.”
23. ↑  Ekeroth, Daniel. Swedish Death Metal. Bazillion Points, 267. o. (2008). ISBN 978-0-9796163-1-0 „Dissection and At the Gates showed the world how to combine strong melodies with musical brutality. As Dissection discovered their own field of blackish death metal, At the Gates did more to pave the way for other melodic Gothenburg bands. "Up until 1994 we had a pretty unique style, but then Dissection and In Flames started to get more melodic. In Flames went for the 'happy' folk music thing, while Dissection peeked at traditional heavy metal like Thin Lizzy and Iron Maiden. It was some kind of symbiosis where we listened to our friends' bands. It was a creative environment with a quiet competition, where you wanted to outdo everyone else." [says Anders Björler]”
24. ↑  Ekeroth, Daniel. Swedish Death Metal. Bazillion Points, 268. o. (2008). ISBN 978-0-9796163-1-0 „Dark Tranquillity started as a pure death metal band in 1989, but by 1993 they had been influenced by At the Gates to start playing melodic death metal. Although some of their riffs feel uninspired, they gained a lot of success with Skydancer in 1993 and The Mind's I in 1997. Eventually the band drifted away from the Gothenburg sound to explore electronic and ambient music.”
25. ↑  Ekeroth, Daniel. Swedish Death Metal. Bazillion Points, 269. o. (2008). ISBN 978-0-9796163-1-0 „[Anders Björler:]There was never any hype until At the Gates had already split up. Bands like In Flames and Dark Tranquillity continued on in our style, and created a second wave with the likes of Gardenian and Soilwork. I guess the term "Gothenburg sound" wasn't really established until the late 90's, when the sound started to spread.”
26. ↑  #TBT: DARK TRANQUILLITY'S MeloDeath Genre Staple Character. (Hozzáférés: 2023. május 26.)
27. ↑  Ekeroth, Daniel. Swedish Death Metal. Bazillion Points, 223. o. (2008). ISBN 978-0-9796163-1-0 „In tiny Borås, forty miles east of Gothenburg, a doom/goth scene started to reign. In 1989 a guy named Mathias Lodmalm was pretty alone with his ideas about death metal. He created the band Cemetary, which gradually gained attention with the 1992 album An Evil Shade of Grey on Black Mark. Though in essence death metal, the album also contained keyboards, melodies, and some very slow parts. Over the years, Cemetary became increasingly mellow, inspiring other kids in Borås to start similar bands.”
28. ↑  Ekeroth, Daniel. Swedish Death Metal. Bazillion Points, 223–224. o. (2008). ISBN 978-0-9796163-1-0 „The first bands Cemetary influenced were Forsaken Grief, Morbid Death, and Carnal Eruption, all formed in 1990. These bands soon split, however, and spawned the softer and far more successful Lake of Tears in 1992. After one demo tape, Lake of Tears signed to Black Mark and released a bunch of albums throughout the 90's. At this time of writing, they remain the second-best-selling band on Black Mark-next to Bathory, naturally. Nineteen ninety-two also saw the birth of goth/metal band Beseech, who would later make a slew of albums.”
29. ↑  Ekeroth, p. 276.
30. ↑  York, William: Resurrection Through Carnage - Bloodbath. AllMusic. Rovi Corporation. (Hozzáférés: 2013. június 7.)
31. ↑  Ekeroth, p. 274.
32. ↑  Mason, Stewart: Glass Casket. AllMusic. Rovi Corporation. (Hozzáférés: 2011. március 31.)

## Hivatkozott művek
- Purcell, Natalie J.. Death Metal Music: The Passion and Politics of a Subculture. McFarland (2003). ISBN 978-0-7864-1585-4
- Ekeroth, Daniel. Swedish Death Metal. Bazillion Points (2008). ISBN 978-0-9796163-1-0
- Olivier "Zoltar" Badin, "In the Embrace of Evil: Swedish Death Metal New Blood", Terrorizer #182, April 2009, pp. 32–34.
- James Hoare, "Left Hand Pathfinders", Terrorizer #182, April 2009, pp. 28–29.
- Perlah, Jeff. "Justin Foley of Killswitch Engage: Playing Heavy, having Fun". Modern Drummer 10 2004: 96,100, 102, 104, 106.
- Freeborn, Robert. "A Selective Discography of Scandinavian Heavy Metal Music". Notes - Quarterly Journal of the Music Library Association 66.4 (2010): 840–50.